# Arnaud Alessandria
Arnaud Alessandria, né le 15 juillet 1993 à Monaco, est un skieur alpin monégasque.

## Biographie
Il apprend à skier à l'âge de deux ans à Auron grâce à son père. Ce n'est d'abord qu'un loisir.
Ayant commencé les compétitions de ski seulement à douze ou treize ans avec le Monte Carlo Ski club, il prend part à ses premières courses FIS lors de l'hiver 2008-2009, puis entre dans la Coupe d'Europe en 2011. Il commence ensuite à s'entraîner avec l'équipe de France.
Il est débutant en Coupe du monde en janvier 2014 au super combiné de Wengen.
Il prend part à sa première compétition majeure aux Jeux olympiques d'hiver de 2014, où il est 39e de la descente, mais ne termine ni le super combiné, ni le super G.
Un an plus tard, il est sélectionné pour les Championnats du monde de Beaver Creek, où 34e au combiné est son meilleur résultat.
Il subit une saison 2016-2017 difficile avec une blessure au dos en pré-saison et une commotion cérébrale après une chute qui le prive des Mondiaux.

## Palmarès

### Jeux olympiques d'hiver
| Épreuve / Édition | Sotchi 2014 |
| Super G           | Abandon     |
| Descente          | 39e         |
| Combiné           | Abandon     |

### Championnats du monde
| Épreuve / Édition | Beaver Creek 2015 | Åre 2019    |
| Super G           | 37e               | Disqualifié |
| Descente          | 39e               | -           |
| Combiné           | 34e               | -           |